# Hubert Laws
Hubert Laws (* 10. listopadu 1939 Houston, Texas) je americký jazzový flétnista. V letech 1954–1960 byl členem skupiny The Jazz Crusaders. Následovalo studium na Juilliard School a později se věnoval mimo jazzu i klasické hudbě. Své první album jako leader nazvané The Laws of Jazz vydal v roce 1964 na značce Atlantic Records. Během své kariéry spolupracoval i s dalšími hudebníky, mezi které patří Mongo Santamaría, Quincy Jones, Astrud Gilberto, George Benson nebo Chick Corea. Několikrát byl neúspěšně nominován na cenu Grammy a v roce 2011 získal ocenění NEA Jazz Masters. Několik jeho sourozenců jsou rovněž hudebníci; sestra Eloise je zpěvačka, bratr Ronnie saxofonista a další sestra Debra rovněž zpěvačka.